# Akira Kitaguchi
Akira Kitaguchi (n. 8 martie 1935) este un fost fotbalist japonez.

## Statistici
| Japonia | Japonia | Japonia |
| An      | Meciuri | Goluri  |
| ------- | ------- | ------- |
| 1958    | 3       | 1       |
| 1959    | 7       | 0       |
| Total   | 10      | 1       |